# Cymbilaimus
Cymbilaimus – rodzaj ptaków z rodziny chronkowatych (Thamnophilidae). 

## Występowanie
Rodzaj obejmuje gatunki występujące od Hondurasu po Amazonię.

## Morfologia
Długość ciała 16–18 cm, masa ciała 28–40 g.

## Systematyka

### Nazewnictwo
Nazwa rodzajowa jest połączeniem łacińskiego słowa cymba – „mała łódź, łódka” (zwłaszcza ta używana przez Charona do przewożenia dusz zmarłych) oraz nazwy rodzaju Lanius, ptaków z rodziny dzierzb.

### Podział systematyczny
Gatunkiem typowym jest Cymbilaimus lineatus. Do rodzaju należą następujące gatunki:
- Cymbilaimus lineatus (Leach, 1814) – zebrzak wielkodzioby
- Cymbilaimus sanctaemariae Gyldenstolpe, 1941 – zebrzak czubaty